# Eupithecia subscalptata
Eupithecia subscalptata är en fjärilsart som beskrevs av Schütze 1961. Eupithecia subscalptata ingår i släktet Eupithecia och familjen mätare. Inga underarter finns listade i Catalogue of Life.